# Santiago Méndez Vigo
Santiago Méndez de Vigo y García de San Pedro (Oviedo, 25 de julio de 1790-Madrid, 19 de enero de 1860) fue un militar mariscal de campo y político español.

## Trayectoria profesional
Participó en la guerra de la Independencia española como capitán del regimiento de infantería de Covadonga donde combatió en la frontera entre Asturias y la provincia de León, así como en el puerto de Pajares, Cabezón de la Sal, Covadonga, Medina del Campo y Alba de Tormes. En 1810 se trasladó al regimiento de Infiesto, participando en toda la campaña hacia el sur por Castilla y León y Extremadura, hasta Tarifa, alcanzando el grado de teniente coronel y siendo distinguido como Benemérito de la Patria. En 1813 y desde el sur de la península ibérica siguió las operaciones para la expulsión del ejército francés desde Andalucía, Castilla-La Mancha, provincia de Valencia, Aragón y Cataluña. En 1814, al frente del regimiento de Granaderos siguió combatiendo, pasando a Francia por Irún. Al terminar la guerra ascendió a coronel.
Casado en 1817 con Ana Isabel Pérez Osorio y Zayas, se retiró a Sevilla a vivir en 1826. En 1834 fue destinado a la Plana Mayor de Mando del Ministerio de la Guerra. Tras la muerte de Fernando VII fue promovido a comandante general de la Guardia Real por la regente María Cristina. Con el primer regimiento de la Guardia Real participó en el bando cristino en la primera guerra carlista, fundamentalmente en Navarra, siendo destacada su labor en el levantamiento del primer sitio de Bilbao, la acción de la Venta de Echavarri y otras, por las que mereció el ascenso a general
Ocupó brevemente la cartera de Guerra entre el 8 de junio y el 4 de julio de 1836, siendo presidente del Gobierno Francisco Javier de Istúriz. Tuvo que intervenir en el motín de la Granja de San Ildefonso devolviendo personalmente a María Cristina, regente, a Madrid. Participó también en la segunda guerra carlista y en la derrota de la Expedición Real del pretendiente carlista. En 1845 fue designado senador vitalicio, cargo que ocupó hasta su fallecimiento.
Entre 1840 y 1844 fue nombrado gobernador de Puerto Rico, época en la que fundó el pueblo de Santa Isabel de Coamo y la Casa de Beneficencia en San Juan. También colaboró en la recuperación del pueblo de Mayagüez tras el fuego de 1841 y facilitó la reorganización de la Sociedad Económica de Amigos del País. También creó la Comisión Directiva de Caminos y Canales; patrocinó un proyecto para crear un cuerpo de bomberos; prohibió los juegos de azar; autorizó la reconstrucción de la carretera de la Capital a Martín Peña; reparó el Cuartel de las Milicias y el adoquinado de la Capital.